# Site Gargara
Gargara, également connu sous le nom d'El Kherba, est un site archéologique situé dans la région de Aïn Defla (commune d'El Amra), comprenant de nombreux vestiges remontant à l'époque de la présence romaine, y compris des installations souterraines de stockage, ainsi que des vestiges remontant à l'époque islamique, dont un mur datant du XIIIe siècle ou XIVe siècle. Seuls les vestiges subsistent actuellement en raison de l'effondrement d'une partie d'entre eux à la suite du séisme qui a frappé la région en 1980.